# Hammonasset Beach State Park

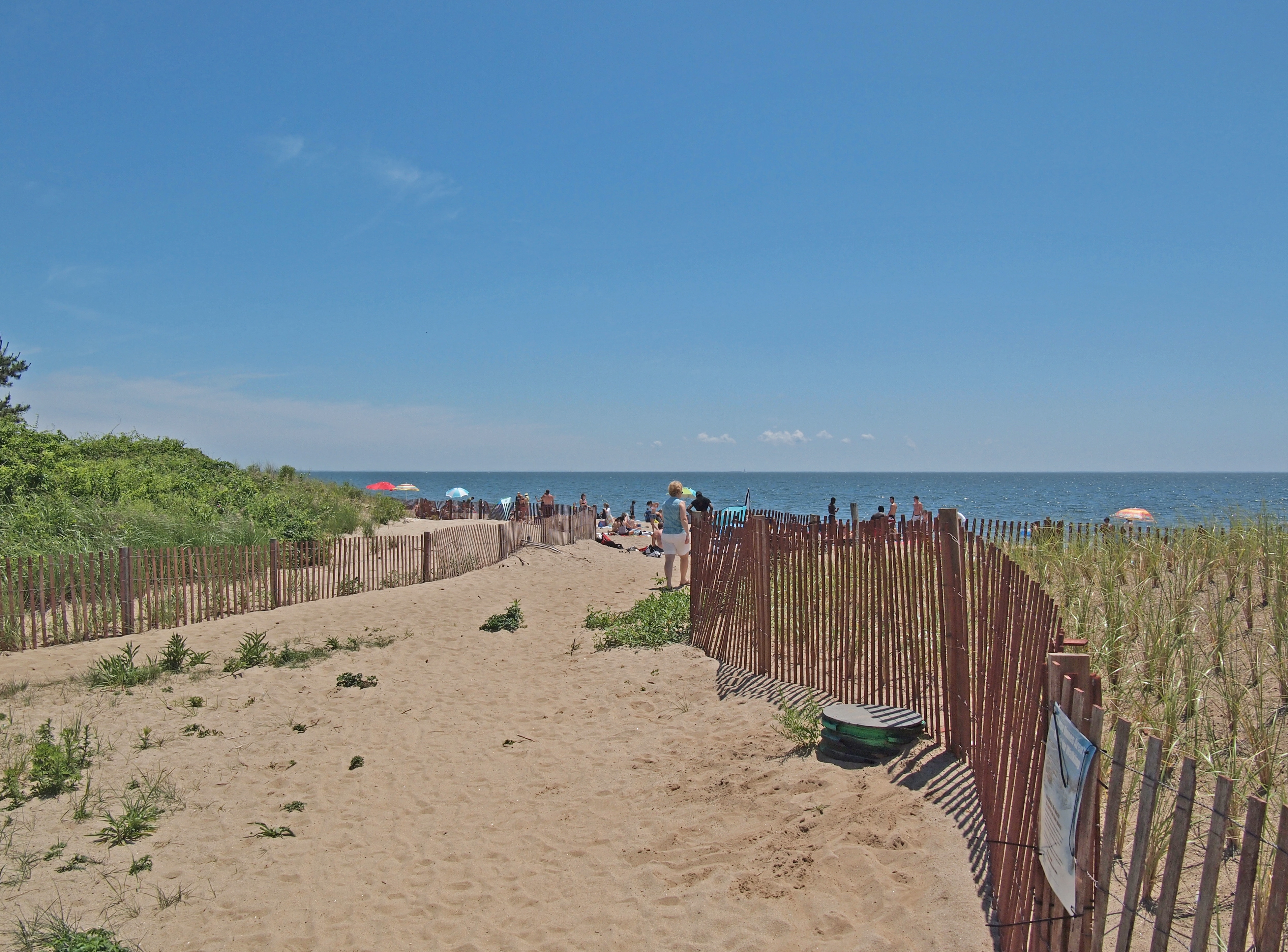
Hammonasset Beach

Der Hammonasset Beach State Park ist ein State Park im New Haven County im US-Bundesstaat Connecticut. Der etwa 4 km² große Park liegt 3,2 km östlich von Madison und südlich der Interstate 95 am Long Island Sound. Der Park ist der größte State Park an der Atlantikküste von Connecticut und verfügt mit über 550 Stellplätzen über den größten Campingplatz des Bundesstaats.

## Geographie

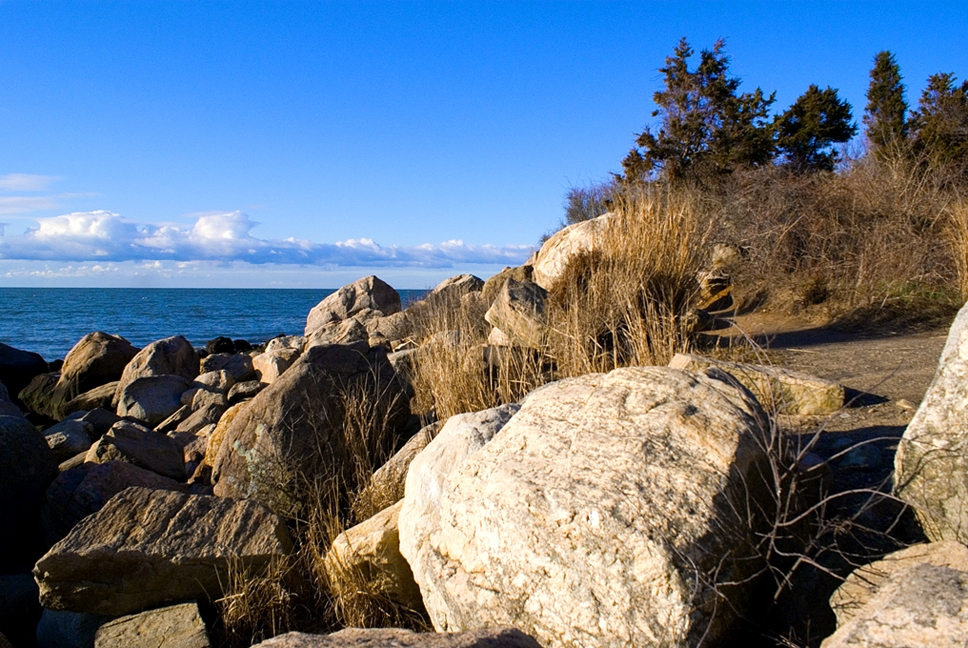
Felsen am Meigs Point

Der Park liegt auf einer Meigs Point genannten Landzunge am rechten Ufer der Mündung des Hammonassett River in den Long Island Sound. Zum Park gehören über 3 km Meeresküste und etwa 1,5 km Flussufer. Das Ende der Landzunge, Meigs Point, besteht aus Salzwiesen, die als die etwas über 162 ha große Hammonasset Natural Area Preserve unter Schutz stehen.

## Geologie
Während der letzten Vereisung Nordamerikas, der Wisconsin Glaciation, war das Gebiet des Long Island Sounds mit einer über 1,6 km dicken Eisschicht bedeckt. Beim Abschmelzen der Gletscher vor etwa 17.500 Jahren entstand eine Endmoräne, die sogenannte Hammonasset-Ledyard-Queens River Moraine. Die Erhebungen in der Salzmarsch, von denen Meigs und Willard's Island die größten sind, sowie die durch Erosion am Meigs Point freigelegten Felsen gehören zu dieser Endmoräne.

## Flora und Fauna
Die hügeligen Endmoränen sind mit Bäumen und Sträuchern bewaldet, während etwa 186 ha aus Salzwiesen bestehen. Dieses Feuchtgebiet an der Küste bietet Lebensraum für zahlreiche Küstenvögel und andere Tiere, darunter die gefährdeten Gelbfuß-Regenpfeifer, Antillenseeschwalben und Braunmantel-Austernfischer. Wegen ihres reichen Nahrungsangebots sind die Salzwiesen auch wichtige Rastgebiete für Zugvögel.

## Geschichte
Der Name des Parks ist indianischen Ursprungs und bedeutet „Wo wir Löcher in die Erde gruben“. Er bezieht sich auf eine Siedlung der Indianer am Hammonasset River, wo sie Mais und Bohnen anbauten sowie von Fischfang und Jagd lebten. Die ersten europäischen Siedler erreichten 1639 die Region und vertrieben die Indianer. 
Die Winchester Repeating Arms Company erwarb 1898 das Gebiet am Meigs Point und nutzte es als Waffentestgelände. 
1919 erwarb der Staat insgesamt 228 ha von Clarkson Meigs, um einen State Park zu errichten. Am 18. Juli 1920 wurde der State Park als 19. Park in Connecticut eröffnet. Bereits in der ersten Saison kamen 75.000 Besucher in den Park. 1923 wurde der Park um Meigs Point, das 137 ha große Testgebiet der Winchester Repeating Arms Company erweitert. Während des Zweiten Weltkriegs wurde der Park geschlossen und der Armee übergeben. Flugzeuge übten in dem Gebiet und nutzen Clinton Harbor und Meigs Point als Zielmarken für Schießübungen. 
In den 1990er Jahren wurden weite Teile der Salzwiesen renaturiert. Heute kommen über eine Million Besucher jährlich in den State Park.

## Aktivitäten
Der Park ist ganzjährig geöffnet. In der Hauptsaison sind die Parkplätze des Parks gebührenpflichtig. 

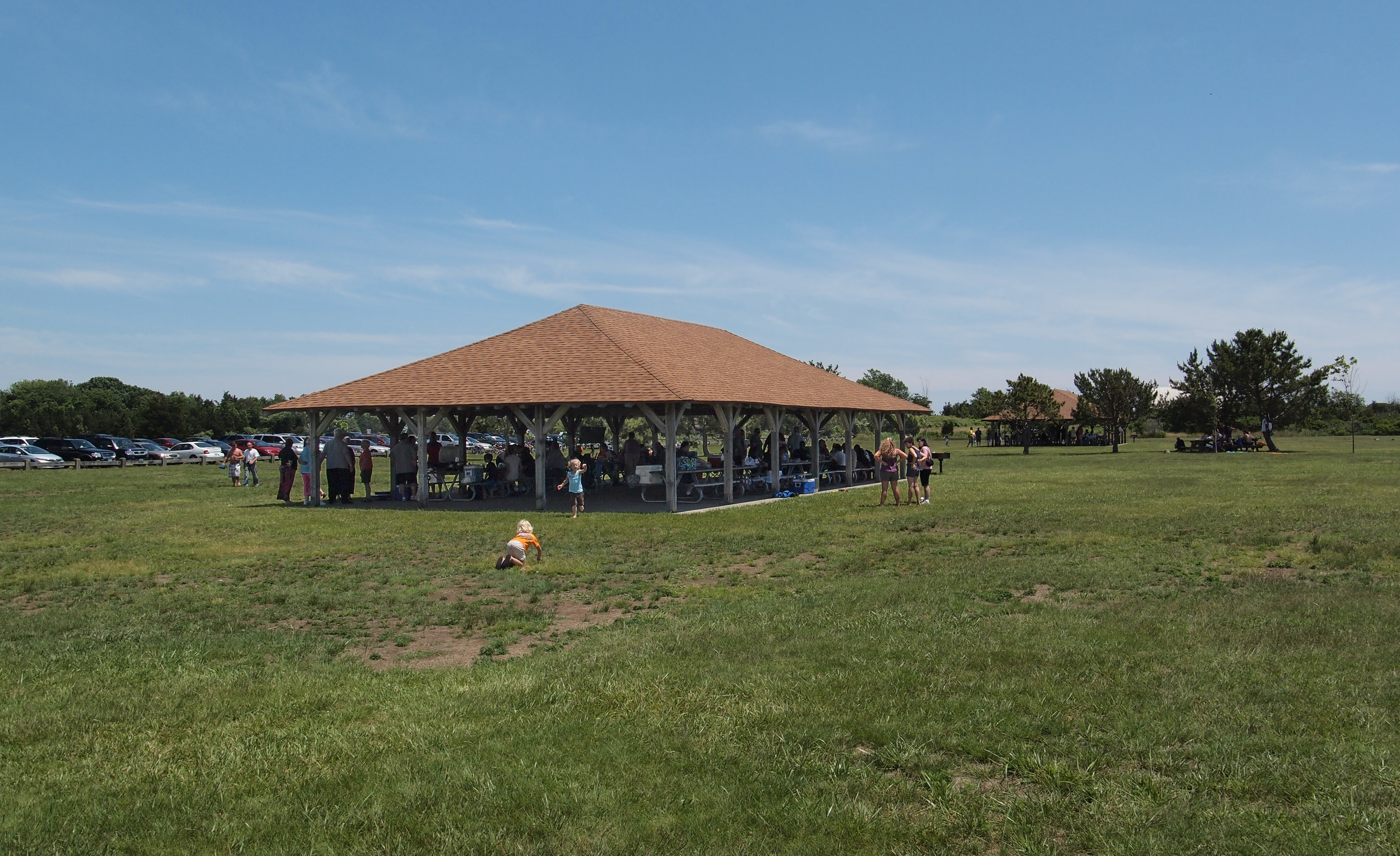
Picknickpavillon

Der Park bietet mit seinem langen Sandstrand, dem großen Campingplatz und seinen Picknickplätzen gute Freizeit- und Erholungsmöglichkeiten. Am Strand entlang führt eine etwa 1,2 km lange hölzerne Strandpromenade. Im Park gibt es  Sanitäranlagen, Picknickpavillons und -plätze sowie Kioske.
Das von den Friends of Hammonasset, einer Freiwilligenorganisation, mit betriebene Meigs Point Nature Center bietet Einführungen in die Natur und Tierwelt der Küste für Besucher und Schulklassen an.